# Dieter Below
Dieter Below (* 23. Juni 1942 in Rostock) ist ein ehemaliger deutscher Segelsportler, der für die Deutsche Demokratische Republik antrat.

## Sportliche Laufbahn
Der gelernte Schiffbauer begann mit dem Segelsport beim SC Empor Rostock, 1965 wechselte er nach Berlin zum TSC Berlin aus dem 1969 der SC Berlin-Grünau hervorging. Below begann seine Karriere in der Drachenklasse, in der er 1971 zusammen mit Michael Zachries und einem dritten Segler namens Nolte den DDR-Titel gewann. 1971 und 1972 waren Below und Zachries Vizeeuropameister im Drachen. Für die Olympischen Spiele 1972 vor Kiel waren die Europameister im Drachen 1972 Paul Borowski, Karl-Heinz Thun und Konrad Weichert qualifiziert.
1973 wechselte Below mit Michael Zachries in die Soling-Klasse und als dritter Mann kam Olaf Engelhardt hinzu. Bei den Europameisterschaften 1973 siegten Below, Zachries und Engelhardt vor einem österreichischen Boot und dem zweiten DDR-Boot mit Roland Schwarz, Lothar Köpsel und Werner Christoph. Bei den Europameisterschaften 1974 siegte die bundesdeutsche Crew von Willi Kuhweide vor den Booten von Roland Schwarz und von Dieter Below. 1976 siegten Below, Zachries und Engelhardt bei den Europameisterschaften vor der dänischen Mannschaft mit Valdemar Bandolowski, Erik Hansen und Poul Høj Jensen. Bei der olympischen Regatta 1976 gewannen die Dänen vor den Weltmeisterschaftsdritten von 1975 aus den USA, dahinter erhielten Below, Zachries und Engelhardt die olympische Bronzemedaille. 1978 gewann Belows Crew noch einmal Bronze bei den Europameisterschaften, dann wechselte Engelhardt ins Starboot und für ihn ergänzte Bernd Klenke die Soling-Crew von Dieter Below. Below, Zachries und Klenke belegten bei der olympischen Regatta 1980 den vierten Platz. Danach beendete Below seine aktive sportliche Laufbahn.
Below war bis 1990 stellvertretender Generalsekretär im DDR-Seglerverband, danach war er vier Jahre beim SC Berlin-Grünau beschäftigt und dann bis 2007 als Koordinator Leistungssport beim Berliner Segler-Verband. Below ist Mitglied der Segelgemeinschaft Rauchfangswerder.

## Auszeichnungen
- Ehrennadel des Berliner Segler-Verbandes (2007)[3]